# سلسلة منافسات دانا وايت (الموسم 8)
يبدأ الموسم الثامن من سلسلة منافسات دانا وايت في أغسطس 2024 وهو حصري في الولايات المتحدة لـ إي إس بي إن+، وهي حزمة الاشتراك الجديدة المتميزة من إي إس بي إن.